# 山中喜一
山中 喜一（やまなか きいち、1890年5月11日 - 没年不詳）は、大正から昭和初期に活躍した日本の実業家。国策会社である東亜海運の代表取締役社長を始め、日清汽船常務取締役、副支配人など海運会社の経営に携わった。

## 人物・経歴
茨城県豊田郡水海道町（現・常総市）出身。1913年（大正2年）立教大学卒業。その後、国策会社である日清汽船に入社。1925年（大正14年）には、同社副支配人を務めた。
日清汽船は上海航路を有し、現地に拠点を設けており、1924年（大正13年）12月から翌年1月まで母校である立教大学のバスケットボール部が上海遠征を行った際には、多大な支援を行った。
1939年（昭和14年）に、対中国海運強化を目的とする新たな国策会社として東亜海運が設立されると、同社の代表取締役社長に就任。東亜海運の設立に際し、日清汽船は全所有船と全航路を新設の東亜海運の譲渡し、日清汽船は事業会社から持ち株会社となった。
山中は、日清汽船の役員として常務取締役も務めている。